# وایس
وایس (به آلمانی: Wies) یک منطقهٔ مسکونی در اتریش است که در دویچلندسبرگ واقع شده‌است. وایس ۱۴٫۹۴ کیلومتر مربع مساحت دارد ۳۴۱ متر بالاتر از سطح دریا واقع شده‌است.

## خواهرخوانده
شهر تسویلنرودا-تریبس خواهرخواندهٔ وایس هست.